# ريمدان بنكول
ريمدان بنكول (بالفارسية: ریمدان بنکول) هي قرية تقع في دشتياري في إيران. يقدر عدد سكانها بـ 1285 نسمة بحسب إحصاء 2016.